# Denning (Arkansas)
Denning – miasto w Stanach Zjednoczonych, w stanie Arkansas, w hrabstwie Franklin.